# Zoran Mihailović
Zoran Mihailović (Kirin Serbia: Зоран Михаиловић; sinh ngày 2 tháng 6 năm 1996) là một tiền đạo bóng đá Serbia thi đấu cho Proleter Novi Sad.